# San Rafael Aerodrome
San Rafael Aerodrome är en flygplats i Argentina. Den ligger i den centrala delen av landet, 900 km väster om huvudstaden Buenos Aires. San Rafael Aerodrome ligger 752 meter över havet.
Terrängen runt San Rafael Aerodrome är platt, och sluttar brant österut. Närmaste större samhälle är San Rafael, 7,5 km öster om San Rafael Aerodrome.
Runt San Rafael Aerodrome är det i huvudsak tätbebyggt. Runt San Rafael Aerodrome är det mycket glesbefolkat, med 5 invånare per kvadratkilometer.